# Tentativa de golpe de Estado no Haiti em 1958
A tentativa de golpe de Estado em 1958  ocorreu entre 28 e 29 de julho de 1958 no Haiti, quando o soldado Alix "Sonson" Pasquet, acompanhado por dois militares haitianos e cinco mercenários estadunidenses, tentaram derrubar o presidente haitiano François Duvalier tomando um quartel do exército em Porto Príncipe e reunindo tropas com interesses semelhantes para realizar um ataque ao palácio presidencial. O esperado apoio não se materializou e os oito insurgentes foram mortos por tropas leais a Duvalier.
Os artigos de jornais da época por vezes se referiam à intentona golpista e como "invasão de Pasquet" ou "invasão dos xerifes" (já que alguns dos estadunidenses envolvidos eram ex-adjuntos de xerife).

## Contexto
François 'Papa Doc' Duvalier foi eleito presidente do Haiti em setembro de 1957. Médico e ex-ministro da Saúde, foi inicialmente visto por muitos haitianos como um reformador populista; entretanto, logo começou a apresentar um comportamento típico de um autocrata. Partidos políticos rivais foram banidos e jornais independentes foram fechados. Os mestiços mulatos, que formavam grande parte da classe alta do Haiti – e que eram uma fonte de grande parte da oposição a Duvalier – eram frequentemente perseguidos, presos ou forçados ao exílio.
Entre os exilados estavam três ex-oficiais do exército haitiano: o capitão, Alix "Sonson" Pasquet, o tenente Phillipe "Fito" Dominique e o tenente Henri "Riquet" Perpignan.
Pasquet era um aviador que havia treinado e servido em combate com os Tuskegee Airmen durante a Segunda Guerra Mundial. Ele era de uma família mulata proeminente e também foi uma estrela do time nacional de futebol do Haiti. Dominique e Perpignan também eram oficiais mulatos do exército. Dominique era cunhado de Pasquet.
Do exílio em Miami, Flórida, Pasquet liderou um movimento político para derrubar Duvalier e restaurar a ordem social tradicional do Haiti. Ao mesmo tempo, ele, Dominique e Perpignan começaram a planejar um ataque direto contra o regime Duvalier. Embora o governo dos Estados Unidos apoiasse o anticomunista Duvalier, os exilados fizeram amizade com cinco estadunidenses que estavam dispostos a acompanhá-los em uma missão ao Haiti. Os norte-americanos – Arthur Payne, Dany Jones, Levant Kersten, Robert F. Hickey e Joe D. Walker – ficaram intrigados com a promessa de aventura e um resultado possivelmente muito lucrativo. Um iate comandado por Walker, o Molly C, os levaria ao Haiti.
O plano de Pasquet era desembarcar perto da capital haitiana, Porto Príncipe, tomar o Casernes Dessalines (um quartel do exército perto do Palácio Nacional) e de lá convocar velhos amigos nas unidades militares em que serviu. Ele conhecia bem a área e estava confiante de que muitos oficiais e tropas se uniriam rapidamente à causa anti-Duvalier. Usando o grande estoque de armas e munições armazenadas em Casernes Dessalines, tomariam o Palácio e outras instalações importantes.
Os oito invasores bem armados deixaram Miami a bordo do Molly C por volta de 25 de julho de 1958.

## A tentativa de golpe
Na tarde de 28 de julho de 1958, o iate dos insurgentes chegou ao largo de Montrouis, em uma área conhecida como Déluge, cerca de 70 quilômetros ao norte de Porto Príncipe. Os três haitianos, em uniforme militar, e os cinco norte-americanos, vestidos de turistas, começaram a transferir armas e suprimentos do Molly C para uma pequena cabana de praia. Eles foram observados por camponeses locais, que alertaram o quartel-general do distrito militar de St. Marc. Naquela noite, um oficial haitiano e três soldados que chegaram em um jipe para investigar foram alvejados pelos rebeldes; um soldado foi morto no local e os outros três feridos, todos morrendo posteriormente. Um dos norte-americanos, Arthur Payne, ex-vice-xerife do condado de Miami-Dade, foi ferido na perna. Tomando o jipe, Pasquet e seus homens começaram a dirigir para Porto Príncipe.
A caminho da capital, os rebeldes pararam e tomaram o comando de um tap-tap, um dos miniônibus-táxis decorados com cores vivas comuns no Haiti. Chegando ao quartel de Dessalines por volta das 22h, Pasquet ludibriou para passar pelas sentinelas, dizendo que estava entregando prisioneiros. Em pouco tempo, porém, o tap tap e seus ocupantes atrairam a atenção da guarnição, e começaram os disparos. Três soldados haitianos foram baleados e cerca de 50 outros – a maioria dos quais estava dormindo – foram colocados sob custódia, com os oficiais amarrados a cadeiras.
Pasquet ficou desapontado ao saber que não havia entusiasmo entre os soldados por um levante contra Duvalier e que a maioria das armas geralmente armazenadas em Casernes Dessalines havia sido recentemente transferida para o Palácio Nacional. Em vez de liderar um ataque imediato ao palácio, ele entrou no escritório do comandante e começou a fazer ligações para amigos do exército – nenhum dos quais, para sua crescente consternação, mostrou qualquer interesse em se juntar a ele.
O tiroteio - e os telefonemas de Pasquet - alertaram Duvalier de que havia problemas no quartel, mas inicialmente o ditador não tinha ideia do alcance do levante e teria preparado sua família para a evacuação para a embaixada da Libéria. Ligando para o comandante do quartel de Dessalines, Pasquet atendeu, no entanto, que enfureceu Duvalier ao exigir que ele se rendesse imediatamente.
Em uma narrativa de veracidade incerta que mais tarde foi amplamente divulgada, um dos conspiradores (geralmente identificado como Perpignan) estava tão ansioso para desfrutar de sua mistura favorita de tabaco local que deu algum dinheiro a um soldado mulato e o mandou a uma loja próxima para comprar um maço de cigarros "Splendide". O soldado – supostamente o motorista pessoal de Duvalier – correu imediatamente para o Palácio Nacional, onde informou à Guarda Presidencial que os rebeldes eram apenas oito, um deles ferido. O pequeno tamanho da força rebelde foi confirmado por outros soldados que conseguiram escapar do quartel.
Enquanto Pasquet pedia ajuda freneticamente, o presidente Duvalier vestiu uniforme, capacete e cinturão de pistola  e começou a reunir seus apoiadores; enquanto isso, vários oficiais do Exército já haviam começado a cercar e isolar Casernes Dessalines, colocando metralhadoras pesadas em posições-chave ao redor da instalação.
Ao amanhecer de 29 de setembro, o contra-ataque do exército haitiano começou, com Pasquet supostamente morto por uma explosão de granada enquanto ainda usava o telefone do escritório do comandante. Perpignan foi morto enquanto tentava fugir pelos fundos do prédio; o norte-americano ferido, Arthur Payne, supostamente tentou alegar que era um jornalista antes de ser baleado, e Levant Kersten pode ter conseguido se misturar brevemente à crescente multidão de civis antes de ser localizado e morto. Dominique e o capitão tatuado do Molly C, Joe Walker, foram encontrados no quartel crivado de balas. Todos os oito rebeldes foram mortos.

## Consequências
Pasquet e seus homens calcularam mal a disposição do público e dos militares haitianos. Embora as tendências ditatoriais de Duvalier estivessem se tornando cada vez mais evidentes, ele ainda era visto, após um longo período de turbulência política, como uma grande força de estabilidade e unidade. Os corpos de alguns dos golpistas foram arrastados pelas ruas de Porto Príncipe para uma multidão que aplaudia, e Duvalier foi fotografado de uniforme e saudado pela imprensa haitiana como tendo liderado o contra-ataque contra os golpistas.
A intentona de Pasquet foi a primeira de muitas tentativas de golpe contra o governo de Duvalier. Isso teve o efeito de intensificar o temor a qualquer dissidência em Duvalier e o inspirou a criar as Milícias de Voluntários de Segurança Nacional – os infames “Tonton Macoutes” – que aterrorizariam o Haiti nas décadas seguintes.